# Mekarsari (Pasirjambu)
Mekarsari is een bestuurslaag in het regentschap Bandung van de provincie West-Java, Indonesië. Mekarsari telt 5178 inwoners (volkstelling 2010).